# Filatelija u Bosni i Hercegovini
Prve poštanske marke u Bosni i Hercegovini pojavljuju se u ljeto 1879. godine. 
Nakon dolaska BiH pod vlast Austro-Ugarske monarhije, dolazi do izdavanja posebnih poštanskih marki za teritorij Bosne i Hercegovine (Bosnien und Herzegowina) i to 1. srpnja 1879. godine. Prva poštanska marka prikazuje dvoglavog austrougarskog orla s grbom, ima vrijednost od 1 novčića (Kreuzer) i sive je boje s nekoliko inačica.